# Нова Пазова
Нова Пазова је насељено место у Србији, у општини Стара Пазова, у Сремском округу, 25 km северозападно од Београда. Према попису из 2022. било је 16.115 становника. Нова Пазова је позната по развијеној тзв. малој привреди, тачније малим самосталним занатским радњама које су се отварале још у Југославији средином 50-их година 20. века.

## Географија
Нова Пазова има инфраструктурно уређену индустријску зону која има веома занимљив положај јер се налази на магистралном путу Београд-Нови Сад, поред ње пролази железничка пруга, њеном ивицом према Старим и Новим Бановцима се пружа и ауто-пут М-75, а 75% површине је катастарски аеродром Батајница.
У старопазовачкој општини, Нова Пазова је друго насеље по величини, а такође и насеље са изузетно малим атаром, свега 17,89 km². Овде је 1981. године живело 15.488 становника или 865,7 становника на km2. Аритметичка густина насељености је девет пута већа од покрајинског просека. Атар Нове Пазове граничи се на северу са атаром Старих Бановаца, на истоку са атаром Нових Бановаца, на југу са атаром Батајнице и на западу са атаром Војке.

## Историја
Нова Пазова је настала 1790. године када је на пустару јужно од Старе Пазове досељено 882 колониста из Немачке који су данас познати под називом подунавске Швабе. После пораза Немачке у Другом светском рату они су се трајно населили на простору Немачке.
Нова Пазова је првобитно била на раскрсници две улице. Улице су се секле под правим углом, биле су широке и праве, док су плацеви били једнаки, а распоред објеката је био исти. Таква је била главна улица и област десно од главне улице.
Нова Пазова у данашњем етничком саставу је настала после Другог светског рата досељавањем становника из ратом опустошених области тадашње Југославије, највише из Далмације, Лике, Босне и Херцеговине и других крајева. То су били најчешће они који су остали у рату без крова над главом. После Другог светског рата Нова Пазова је била напуштено место, а ту су пре и за време рата живели становници немачке националности који су са повлачењем немачких трупа отишли пут Немачке и тамо се трајно настанили.
Нова Пазова је месна заједница општине Стара Пазова, до 1958. године Нова Пазова је била општина, али је тадашњом променом система локалне самоуправе дошло до укрупњавања општина, чиме је Нова Пазова изгубила статус општине. Данас у Новој Пазови се све више појављује идеја за потребом поновног добијања статуса општине и то свакако има утемељење како у привредној снази овог сремског насеља тако и броју становника који бележи позитивну стопу прираштаја последњих година.

## Демографија
У насељу Нова Пазова живи 14357 пунолетних становника, а просечна старост становништва износи 37,6 година (36,4 код мушкараца и 38,8 код жена). У насељу има 5464 домаћинства и 6127 станова, а просечан број чланова по домаћинству је 3,31 (по попису из 2002).
Ово насеље је великим делом насељено Србима (према попису из 2011. године).
Током ратова у бившој Југославији долази до новог насељавања становништва већином из Книнске крајине. Том приликом долази до наглог повећања броја становника што утиче на све сфере живота локалног становништва. Према незваничним подацима Нова Пазова је имала у тим годинама преко 25.000 становника. Годинама које ће уследити долази до опадања вештачки повећаног броја становника, да би званично према попису из 2012 у Новој Пазови живело 23,178 становника.

## Привреда
Нова Пазова је привредно развијено место. У Новој Пазови се налази једна од најразвијенијих индустријских зона у Србији. Не само по величини већ и по веома разноликим привредним гранама али је најдоминантнија производња пластичних производа.
|             | \| Демографија[1] \| Демографија[1] \| Демографија[1] \| \| Година \| Становника \| Становника \| \| -------------- \| -------------- \| -------------- \| \| 1948. \| 4.604 \| \| \| 1953. \| 6.082 \| \| \| 1961. \| 10.990 \| \| \| 1971. \| 10.658 \| \| \| 1981. \| 15.488 \| \| \| 1991. \| 16.016 \| 15.579 \| \| 2002. \| 18.214 \| 18.958 \| \| 2011. \| 17.105 \| \| |            |
| Демографија | |            |
| Година      | Становника | Становника |
| 1948.       | 4.604 |            |
| 1953.       | 6.082 |            |
| 1961.       | 10.990 |            |
| 1971.       | 10.658 |            |
| 1981.       | 15.488 |            |
| 1991.       | 16.016 | 15.579     |
| 2002.       | 18.214 | 18.958     |
| 2011.       | 17.105 |            |

| Етнички састав према попису из 2002.‍ | Етнички састав према попису из 2002.‍ | Етнички састав према попису из 2002.‍ | Етнички састав према попису из 2002.‍ | Етнички састав према попису из 2002.‍ |
| ------------------------------------ | ------------------------------------ | ------------------------------------ | ------------------------------------ | ------------------------------------ |
|                                      |                                      |                                      |                                      |                                      |
| Срби                                 | Срби                                 |                                      | 17.421                               | 95,64%                               |
| Југословени                          | Југословени                          |                                      | 102                                  | 0,56%                                |
| Хрвати                               | Хрвати                               |                                      | 94                                   | 0,51%                                |
| Македонци                            | Македонци                            |                                      | 58                                   | 0,31%                                |
| Црногорци                            | Црногорци                            |                                      | 56                                   | 0,30%                                |
| Роми                                 | Роми                                 |                                      | 50                                   | 0,27%                                |
| Словаци                              | Словаци                              |                                      | 37                                   | 0,20%                                |
| Мађари                               | Мађари                               |                                      | 21                                   | 0,11%                                |
| Муслимани                            | Муслимани                            |                                      | 11                                   | 0,06%                                |
| Украјинци                            | Украјинци                            |                                      | 9                                    | 0,04%                                |
| Руси                                 | Руси                                 |                                      | 8                                    | 0,04%                                |
| Чеси                                 | Чеси                                 |                                      | 4                                    | 0,02%                                |
| Бошњаци                              | Бошњаци                              |                                      | 4                                    | 0,02%                                |
| Словенци                             | Словенци                             |                                      | 3                                    | 0,01%                                |
| Горанци                              | Горанци                              |                                      | 3                                    | 0,01%                                |
| Немци                                | Немци                                |                                      | 2                                    | 0,01%                                |
| Бугари                               | Бугари                               |                                      | 2                                    | 0,01%                                |
| Русини                               | Русини                               |                                      | 1                                    | 0,00%                                |
| Румуни                               | Румуни                               |                                      | 1                                    | 0,00%                                |
| Буњевци                              | Буњевци                              |                                      | 1                                    | 0,00%                                |
| Албанци                              | Албанци                              |                                      | 1                                    | 0,00%                                |
| непознато                            | непознато                            |                                      | 178                                  | 0,97%                                |

| \| \| м \| \| \| ж \| \| ? \| 73 \| \| \| 77 \| \| 80+ \| 76 \| \| \| 161 \| \| 75—79 \| 123 \| \| \| 225 \| \| 70—74 \| 295 \| \| \| 355 \| \| 65—69 \| 436 \| \| \| 503 \| \| 60—64 \| 473 \| \| \| 494 \| \| 55—59 \| 397 \| \| \| 411 \| \| 50—54 \| 679 \| \| \| 688 \| \| 45—49 \| 839 \| \| \| 777 \| \| 40—44 \| 705 \| \| \| 747 \| \| 35—39 \| 620 \| \| \| 622 \| \| 30—34 \| 605 \| \| \| 611 \| \| 25—29 \| 677 \| \| \| 662 \| \| 20—24 \| 732 \| \| \| 716 \| \| 15—19 \| 706 \| \| \| 620 \| \| 10—14 \| 675 \| \| \| 557 \| \| 5—9 \| 564 \| \| \| 454 \| \| 0—4 \| 441 \| \| \| 418 \| \| Просек : \| 36,4 \| \| \| 38,8 \| |      |  |  |      |
| |      |  |  |      |
| | м    |  |  | ж    |
| ? | 73   |  |  | 77   |
| 80+ | 76   |  |  | 161  |
| 75—79 | 123  |  |  | 225  |
| 70—74 | 295  |  |  | 355  |
| 65—69 | 436  |  |  | 503  |
| 60—64 | 473  |  |  | 494  |
| 55—59 | 397  |  |  | 411  |
| 50—54 | 679  |  |  | 688  |
| 45—49 | 839  |  |  | 777  |
| 40—44 | 705  |  |  | 747  |
| 35—39 | 620  |  |  | 622  |
| 30—34 | 605  |  |  | 611  |
| 25—29 | 677  |  |  | 662  |
| 20—24 | 732  |  |  | 716  |
| 15—19 | 706  |  |  | 620  |
| 10—14 | 675  |  |  | 557  |
| 5—9 | 564  |  |  | 454  |
| 0—4 | 441  |  |  | 418  |
| Просек : | 36,4 |  |  | 38,8 |

| Година пописа     | 1948. | 1953. | 1961. | 1971. | 1981. | 1991. | 2002. |
| ----------------- | ----- | ----- | ----- | ----- | ----- | ----- | ----- |
| Број домаћинстава | 1.011 | 1.568 | 3.030 | 2.929 | 4.511 | 4.724 | 5.494 |

| Број чланова      | 1   | 2     | 3     | 4     | 5   | 6   | 7  | 8  | 9  | 10 и више | Просек |
| ----------------- | --- | ----- | ----- | ----- | --- | --- | -- | -- | -- | --------- | ------ |
| Број домаћинстава | 740 | 1.092 | 1.030 | 1.582 | 650 | 268 | 85 | 26 | 11 | 10        | 3,31   |

| Пол    | Укупно | Неожењен/Неудата | Ожењен/Удата | Удовац/Удовица | Разведен/Разведена | Непознато |
| ------ | ------ | ---------------- | ------------ | -------------- | ------------------ | --------- |
| Мушки  | 7.436  | 2.419            | 4.507        | 288            | 167                | 55        |
| Женски | 7.669  | 1.712            | 4.579        | 1.114          | 232                | 32        |
| УКУПНО | 15.105 | 4.131            | 9.086        | 1.402          | 399                | 87        |

| Пол    | Укупно                    | Пољопривреда, лов и шумарство | Рибарство                            | Вађење руде и камена | Прерађивачка индустрија       |
| ------ | ------------------------- | ----------------------------- | ------------------------------------ | -------------------- | ----------------------------- |
| Мушки  | 3.417                     | 129                           | 0                                    | 17                   | 1.267                         |
| Женски | 2.451                     | 74                            | 0                                    | 11                   | 792                           |
| Укупно | 5.868                     | 203                           | 0                                    | 28                   | 2.059                         |
|        |                           |                               |                                      |                      |                               |
| Пол    | Производња и снабдевање   | Грађевинарство                | Трговина                             | Хотели и ресторани   | Саобраћај, складиштење и везе |
| Мушки  | 62                        | 281                           | 450                                  | 98                   | 359                           |
| Женски | 14                        | 34                            | 443                                  | 81                   | 101                           |
| Укупно | 76                        | 315                           | 893                                  | 179                  | 460                           |
|        |                           |                               |                                      |                      |                               |
| Пол    | Финансијско посредовање   | Некретнине                    | Државна управа и одбрана             | Образовање           | Здравствени и социјални рад   |
| Мушки  | 14                        | 90                            | 227                                  | 41                   | 39                            |
| Женски | 46                        | 92                            | 91                                   | 138                  | 311                           |
| Укупно | 60                        | 182                           | 318                                  | 179                  | 350                           |
|        |                           |                               |                                      |                      |                               |
| Пол    | Остале услужне активности | Приватна домаћинства          | Екстериторијалне организације и тела | Непознато            | Непознато                     |
| Мушки  | 51                        | 0                             | 0                                    | 292                  | 292                           |
| Женски | 60                        | 3                             | 0                                    | 160                  | 160                           |
| Укупно | 111                       | 3                             | 0                                    | 452                  | 452                           |

У самој индустријској зони је смештено 70-так привредних објеката у којима је запослено неколико хиљада радника. Добар део новопазовачке привреде је смештен у самом насељу где су власници тих привредних субјеката у оквиру породичних имања подигли своје привредне објекте. Има око 1.600 самосталних радњи и око 400 предузећа.

## Галерија
- Православна црква Светог Сисоја (раније је била посвећена Св. Петки)
- Нова православна црква Свете Петке
- Црква Свете Тројице у Новој Пазови. Налази се поред гробља
- Библиотека „Петар Петровић Његош”, огранак Народне библиотеке „Доситеј Обрадовић” у Старој Пазови